# Szklana (województwo małopolskie)
Szklana – wieś w Polsce położona w województwie małopolskim, w powiecie proszowickim, w gminie Proszowice.
W latach 1975–1998 miejscowość położona była w województwie krakowskim.
Zobacz też: Szklana, Szklana Huta